# Tumba de Herodes

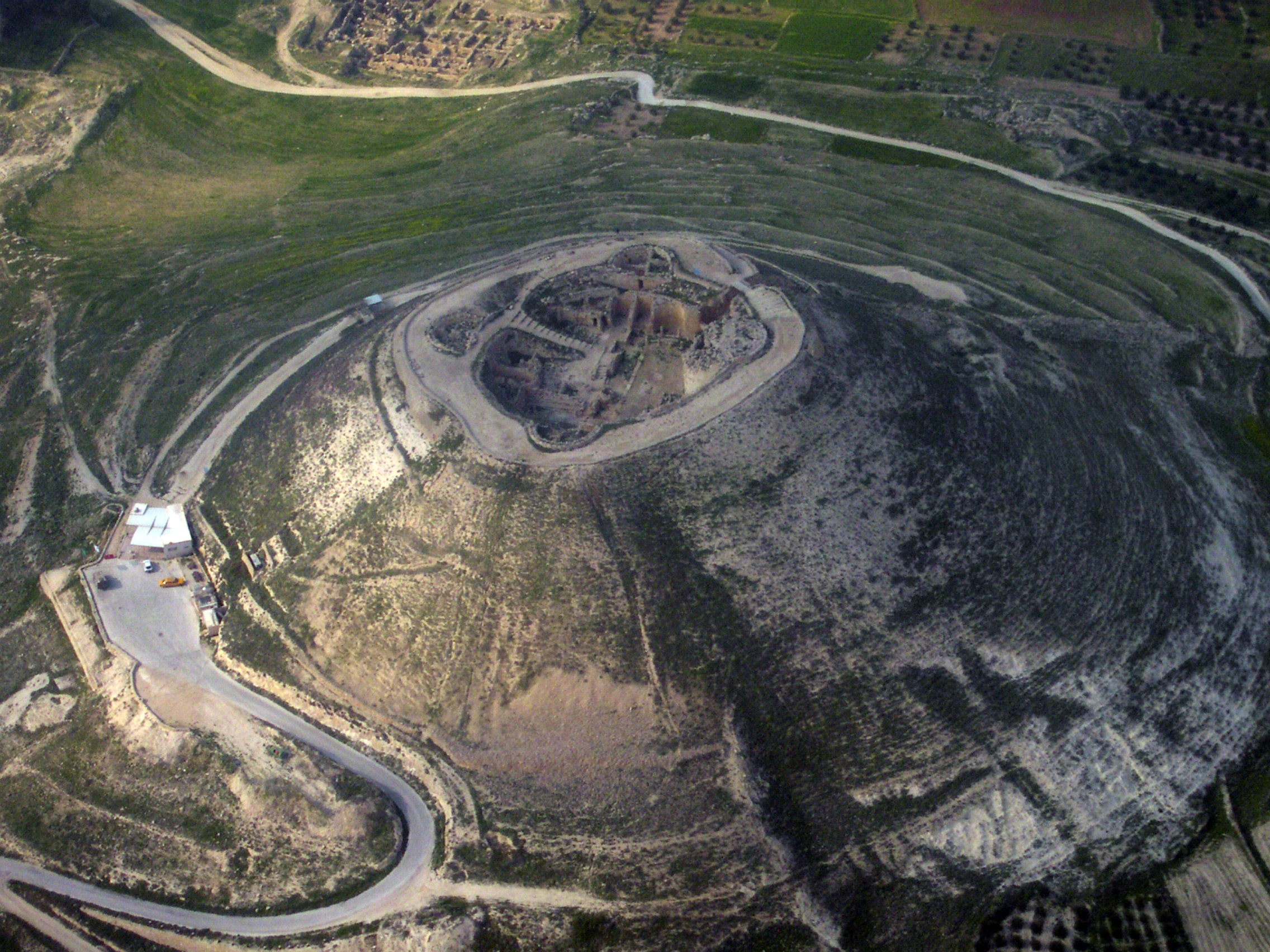
Foto aérea do Heródio onde se localiza a Tumba de Herodes

A Tumba de Herodes foi encontrada em maio de 2007 pela Universidade Hebraica de Jerusalém, em uma zona arqueológica conhecida como Heródio a poucos quilómetros de Jerusalém. Trata-se de um sarcófago do rei que governou a Judeia de 37 a.C. até sua morte, em 4 a.C..
Uma antiga escadaria usada num cortejo fúnebre real, levou um arqueólogo israelita a desvendar um mistério com 2000 anos: a localização da tumba de Herodes, o Grande, considerado pelos romanos como Rei dos Judeus.
A localização da tumba de Herodes é documentada pelo historiador Judeu Flávio Josefo que disse sobre sua morte: “uma coceira intolerável em toda a pele, contínuas dores nos intestinos, tumores nos pés, como na hidropisia, inflamação abdominal e gangrena nos órgãos genitais, resultando em vermes, além de asma, com grande dificuldade de respiração, e convulsões em todos os membros”. — The Jewish War, I, 656 (xxxiii, 5).
Ehud Netzer, da Universidade Hebraica, afirmou que ao encontrar a tumba, a peça estava danificada, provavelmente por judeus que se revoltaram contra Roma entre os anos 66 e 72 d.C.. Em conferência de imprensa, um dia depois do anúncio da descoberta, Netzer disse que os restos do monarca devem ter desaparecido quando os rebeldes invadiram a tumba em Heródio, onde se encontrava o palácio — fortaleza de Herodes, perto de Jerusalém. Ehud Netzer procurava o túmulo de Herodes desde 1972.
O local, na atual Cisjordânia, foi encontrado graças a uma antiga escadaria que conduzia ao topo da colina. Os especialistas supunham que o rei teria sido enterrado nalgum canto escondido do palácio, mas não havia provas para comprovar a teoria. Esta poderá ser uma das grandes descobertas da história da arqueologia.

## Herodes
Herodes tem um lugar especial na história bíblica. Reconstruiu o Segundo Templo de Jerusalém, e de acordo com o Evangelho de Mateus, ordenou o Massacre dos Inocentes, que representou a morte de todos bebés do sexo masculino em Belém na altura do nascimento de Jesus.
O Novo Testamento conta que Jesus escapou porque José soube da ameaça através de um sonho, e fugiu para o Egipto, onde o teria educado.
Herodes foi feito rei da Galileia aos 25 anos e governou durante três décadas. Neste período,  construiu um Palácio em Heródio – usado como residência de Verão - e há muito que se acreditava que teria sido lá enterrado. Artigo do Jornal The New York Times. 24 de Abril de 1983